# Procédure d'adhésion de la Hongrie à l'Union européenne
La procédure d’adhésion de la Hongrie à l'Union européenne est le processus qui a permis à la Hongrie de rejoindre l'Union européenne le 1er mai 2004. L'Union européenne s'est ainsi élargie à 25 États, la Hongrie étant entrée en même temps que 9 autres États.

## Historique

### Situation initiale
Dès 1990, la Hongrie intègre le Conseil de l'Europe.
La Hongrie a signé avec l'Union européenne un accord d'association le 16 décembre 1991 dont les dispositions commerciales sont entrées en vigueur le 1er mars 1992. L'accord d'association en lui-même est entré en vigueur le 1er février 1994.

### Dépôt de candidature, sur la voie des négociations
Le 31 mars 1994, Péter Boross a adressé la candidature de la Hongrie à l'Union européenne à Károlos Papoúlias, alors ministre grec des Affaires étrangères et président en exercice du Conseil de l'Union européenne.

« Au nom du gouvernement de la République de Hongrie, j'ai l'honneur de vous informer que, conformément à l'article O du traité sur l'Union européenne, la République de Hongrie demande par la présente à devenir membre de l'Union européenne. »

— Peter Boross, demande officielle d'adhésion de la Hongrie à l'Union européenne
La Commission a rendu un avis sur la demande d'adhésion hongroise en juillet 1997. Dans cet avis la Commission présentait son opinion sur divers point de l'acquis communautaire :
- en ce qui concerne l'UEM, la Commission considérait que la participation de la Hongrie à la zone euro dès son entrée dans l'Union était prématurée. Elle invite néanmoins, sur ce point, la Hongrie à rendre la législation de la Banque nationale conforme à l'acquis[3].
- dans le domaine des transports la Commission estimait que la Hongrie devait fournir des efforts supplémentaires en matière de transports routiers (accès au marché, règles sociales et sécurité) et de droits d'accès dans le secteur ferroviaire[4].
- l'avis recommande le suivi de certains domaines énergétiques tel que la fixation du prix de l'énergie, l'accès aux réseaux, l'amélioration de l'efficacité énergétique et des normes de qualité des combustibles. L'avis ne prévoit pas de difficultés particulières en ce qui concerne la conformité au traité Euratom[5].
- enfin, la Commission estimait que la Hongrie avait fait des progrès en matière de concurrence par l'adoption d'une nouvelle loi. Elle ajoutait cependant que le niveau de transparence dans le domaine des aides d'État devait être renforcé.

La décision d'entamer les négociations est prise les 12-13 décembre 1997 lors du Conseil européen de Luxembourg.

### Négociations

#### 1998: Conférence intergouvernementale et premier rapport de la Commission
Le 31 mars 1998, la Conférence intergouvernementale pour l'adhésion est ouverte entre l'UE et 6 pays candidats, dont la Hongrie,. À cette même date, le partenariat pour l'adhésion de l'Estonie fut adopté. Les priorités du partenariat à l'adhésion ont été définies à court et moyen terme devant respectivement être traitées avant 2000 et 2003. Le cadre financier du partenariat pour l'adhésion se compose du programme PHARE, du programme SAPARD et du programme ISPA,. Le programme PHARE a fourni 1,030 milliard d'euros de 1990 à 1999 et 96 millions d'euros de 2000 à 2002,. Le programme SAPARD s'élevait, pour 2002, à une somme de 39,8 millions d'euros, et le programme ISPA à 93,9 millions d'euros.
En novembre 1998, la Commission publiait un rapport dans lequel elle évoquait les avancées effectuées par la Hongrie dans la transposition de l'acquis communautaire. Le rapport constatait la réalisation de certains progrès notamment en matière de développement de la compétitivité de l'industrie hongroise grâce aux investissements, de libre circulation des marchandises, d'éducation et de formation, de médias (notamment par la transposition de la directive « Télévision sans Frontières »), de recherche et développement technologique et de société de l'information.
Cependant, le rapport mettait en avant que des efforts devaient être effectués :
- en ce qui concerne l'UEM, dont les préparatifs visant à la participation du pays devaient progresser[15].
- en ce qui concerne la pêche, la Commission avait demandé le renforcement des institutions et autorités de surveillance[16].
- en matière de fiscalité, notamment en ce qui concerne la TVA et la prise de mesure visant à renforcer la coopération administrative[17].
- en matière de concurrence, dans le domaine des aides d'État (transparence d'octroi, conformité du cadre réglementaire de ces aides, etc.)[18].
- concernant les normes techniques des véhicules routiers, la sécurité routière et les infrastructures de navigation intérieure. Enfin, l'avis souligne que de nouveaux efforts devaient être fournis pour harmoniser la législation concernant l'aviation civile, le rail et le transports combiné[19].
- en matière environnementale car l'avis montre que la Hongrie n'avait pas réussi à respecter les priorités à court terme du partenariat et qu'il y avait un ralentissement dans le processus d'harmonisation législative dans ce domaine[20].
- dans le domaine des télécommunications et notamment en ce qui concerne la libéralisation et la concurrence loyale[14].

#### Progression de la transposition de l'acquis en 1999
En octobre 1999, la Commission publia son second rapport final dans lequel elle reprenait l'ensemble des avancées effectuées par la Hongrie durant l'année.
La Commission remarquait dans ce rapport que les progrès de la Hongrie dans sa préparation de participation à l'Union économique et monétaire étaient très limités. De même, la Hongrie avait peu progressé dans la transposition de l'acquis concernant la politique agricole. Le domaine de la pêche est lui aussi concerné par ces progrès limités bien que la position géographique de la Hongrie limite l'importance de ce secteur.
En matière de social, le rapport constatait des progrès dans la transposition de l'acquis mais demandait plus d'attention en matière de protection de la santé et de sécurité sur le lieu de travail. En ce qui concerne la fiscalité, des progrès étaient constatés dans l'alignement de la TVA. De même en ce qui concerne l'acquis sur l'énergie, bien que des efforts restaient nécessaires notamment par l'adoption de certaines directives sur le marché intérieur de l'énergie. Des progrès étaient aussi constatés dans le domaine de la société de l'information grâce, notamment, à la participation du pays au cinquième programme-cadre.
Dans le domaine de la police et la lutte contre la corruption, d'importants progrès avaient été réalisés. Ceux-ci étaient plus modérés en matière de justice, de drogue et d'immigration. La Commission signale sur ce dernier point qu'aucun progrès n'avait été réalisé en matière de contrôle aux frontières et de droit d'asile.
En matière environnementale, des progrès ont été constatés en matière de protection de la nature, de lutte contre la pollution (installations industrielles, de combustion, etc.) et de maîtrise des accidents majeurs. Des efforts restaient nécessaires dans la gestion des déchets, de l'eau, et de la qualité de l'air.
La Commission remarque surtout des progrès en matière de convergence de la politique industrielle. L'avis remarque que les industries poursuivaient leur restructuration notamment grâce aux investissements directs étrangers. Enfin, la participation de la Hongrie au troisième programme pluriannuel communautaire (1997-2000) concernant les PME donnait de bons résultats dans le soutien de leur développement.
La Commission annonce que la Hongrie devra déployer suffisamment de capacité à gérer d'éventuelles flux migratoires des pays limitrophes en raison des possibles tensions communautaires présentes.

#### Rapport de 2000
Un troisième rapport final fut adopté par la Commission en novembre 2000.
Durant cette période, la Commission constate peu de progrès en ce qui concerne les préparatifs à la participation de la Hongrie à l'UEM, bien que la monnaie hongroise soit liée à l'euro depuis le mois de janvier 2000. En matière social, le rapport confirmait la progression effectuée en 1999 malgré des réserves (tels les indicateurs de santé qui ne répondent pas aux chiffres de l'Union).
En matière de fiscalité indirect, la Commission constatait de réels progrès bien que limité. En matière de TVA, les taux réduits ont pour la plupart été abolis, sauf pour certains qui continuait encore de bénéficier du taux à 12 %. En ce qui concerne les droits d'accise, des progrès sont constatés bien que certains spiritueux et certaines eaux-de-vie soit encore soumis à des taux différents. En outre, une direction de répression des fraudes a été créée et le nombre d'inspections et d'audits a été augmenté.
En ce qui concerne le marché intérieur de l'énergie, le rapport de la Commission constatait qu'il restait, dans la libéralisation en vue de l'intégration au marché intérieur de l'énergie et le rendement énergétique, des progrès à faire (directive 98/30/CE – dite « gaz » – et directive 96/92/CE – dite « électricité » qui sont depuis abrogées).

#### Évolution des négociations en 2001
Le rapport rendu par la Commission en novembre 2001 rendait compte de progrès importants et généralisés dans l'adoption de l'acquis concernant l'UEM ainsi qu'en matière de droit du travail et de santé, de politique industrielle, de concurrence, de protection de l'environnement, de fiscalité, d'éducation et de formation, de police et de droit d'asile et enfin en ce qui concerne la libre circulation des marchandises.
En revanche, le rapport constatait des progrès limités dans les domaines suivants :
- en matière agricole, ou malgré la poursuite de la transposition de l'acquis, le secteur restait peu compétitif. De même en matière de pêche, ou aucun progrès n'était enregistré[47].
- le domaine des transports avait peu progressé dans les secteurs ferroviaire, aérien et routier[48].
- dans le domaine de l'énergie puisque la libéralisation du marché de l'électricité et le secteur du gaz avaient enregistré peu de progrès[49].
- dans le secteur audiovisuel ou aucun progrès n'avait été constaté[50].

#### Progression des négociations de 2002
Dans son rapport d'octobre 2002, la Commission constatait que la Hongrie s'était rapproché de l'acquis dans de nombreux domaines : sur l'UEM, sur les médias et l'audiovisuel, sur l'acquis concernant la protection des consommateurs (le chapitre a par ailleurs été provisoirement clos). De même, des efforts avaient été réalisés en matière de politique industrielle et de politique en faveur des PME ainsi qu'en matière de libre circulation des marchandises et d'Union douanière.
Cependant, dans d'autres domaines tels que l'agriculture et la pêche ou encore en matière de fiscalité directe et indirecte, peu de progrès avaient été réalisés.
Les négociations se sont finalement clôturées définitivement lors du Conseil européen des 12 et 13 décembre 2002 pour les dix pays de l'élargissement de 2004.

### Référendum et adhésion
Le 23 mars 2003, les mouvements politiques opposés à l'adhésion de la Hongrie – le Mouvement hongrois pour la protection du territoire, le Mouvement pour une Hongrie libre et enfin le Mouvement pour une meilleure Hongrie – ont organisé, à Budapest, une conférence contre l'adhésion du pays (cf. la position de l'élite).
Un référendum est organisé par la Hongrie le 12 avril 2003. Le référendum posait la question suivante :

« Acceptez-vous que la Hongrie devienne membre de l'Union européenne ? »

L'adhésion est approuvée à 83,76 % de « oui » avec un taux de participation de 45,6 %.

## Détail du processus de négociations
Le pays fait partie du groupe de Luxembourg, par conséquent, les négociations ont commencé le 31 mars 1998 et se sont clôturées définitivement en décembre 2002 pour les dix pays de l'élargissement de 2004,.
| Chapitres de l'acquis                                               | Évaluation initiale de la Commission | Ouverture du chapitre | Clôture du chapitre, |
| ------------------------------------------------------------------- | ------------------------------------ | --------------------- | -------------------- |
| 1. Libre circulation des biens                                      | –                                    | juin 1999             | mai 2001             |
| 2. Libre circulation des personnes                                  | –                                    | mai 2000              | juin 2001            |
| 3. Libre prestation de services                                     | –                                    | juillet 1999          | février 2001         |
| 4. Libre circulation des capitaux                                   | –                                    | automne 1999          | printemps 2001       |
| 5. Droit des sociétés                                               | –                                    | septembre 1998        | juin 2001            |
| 6. Politique de la concurrence                                      | –                                    | mai 1999              | décembre 2002        |
| 7. Agriculture                                                      | –                                    | juin 2000             | décembre 2002        |
| 8. Pêche                                                            | –                                    | avril 1999            | avril 1999           |
| 9. Politique des transports                                         | –                                    | novembre 1999         | décembre 2001        |
| 10. Fiscalité                                                       | –                                    | novembre 1999         | juin 2001            |
| 11. Union économique et monétaire                                   | –                                    | 1er semestre 1999     | fin 1999             |
| 12. Statistiques                                                    | –                                    | mars 1999             | juin 1999            |
| 13. Politique sociale et emploi                                     | –                                    | septembre 1999        | novembre 2000        |
| 14. Énergie                                                         | –                                    | 2e semestre 1999      | 2e semestre 2000     |
| 15. Politique industrielle                                          | –                                    | 2e semestre 1998      | 1er semestre 1999    |
| 16. Petites et moyennes entreprises                                 | –                                    | octobre 1998          | novembre 1998        |
| 17. Science et recherche                                            | –                                    | 2e semestre 1998      | octobre 1998         |
| 18. Éducation et formation                                          | –                                    | 2e semestre 1998      | octobre 1998         |
| 19. Télécommunications et technologies de l'information             | –                                    | octobre 1998          | mai 2000             |
| 20. Culture et politique audiovisuelle                              | –                                    | novembre 1998         | juillet 2002         |
| 21. Politique régionale et coordination des instruments structurels | –                                    | avril 2000            | juillet 2002         |
| 22. Environnement                                                   | –                                    | décembre 1999         | juin 2001            |
| 23. Consommateurs et protection de la santé                         | –                                    | avril 1999            | juillet 1999         |
| 24. Justice et affaires intérieures                                 | –                                    | mai 2000              | novembre 2001        |
| 25. Union douanière                                                 | –                                    | mai 1999              | 1er semestre 2001    |
| 26. Relations extérieures                                           | –                                    | 1er semestre 1999     | 2e semestre 2000     |
| 27. Politique étrangère et de sécurité commune (PESC)               | –                                    | 1er semestre 1998     | 1er semestre 2000    |
| 28. Contrôle financier                                              | –                                    | 1er semestre 2000     | 1er semestre 2000    |
| 29. Dispositions financières et budgétaires                         | –                                    | 1er semestre 2000     | décembre 2002        |
| 30. Institutions                                                    | –                                    | 1er semestre 2002     | décembre 2002        |
| 31. Autres                                                          | –                                    | –                     | –                    |
| Progression                                                         |                                      | 30 sur 30             | 30 sur 30            |

## Questions liées à l'adhésion hongroise

### Présence sur la liste noire du GAFI
La Hongrie était, avant son adhésion, présente sur la liste noire du Groupe d'action financière sur le blanchiment des capitaux.

### Minorités

#### Minorités tsiganes de Hongrie
Les minorités représentaient environ 10 % de la population hongroise, soit environ un million de personnes. Le renforcement des droits de l'homme et des libertés fondamentales dans le pays a permis leur intégration, à l'exception de la minorité tsigane. Cette dernière, comptant environ un demi million de personnes, constitue une catégorie particulièrement pauvre et défavorisée du pays, faisant face à de multiples formes d'exclusion.
En dépit des mesures adoptées, les Roms semblaient encore, en 2003, faire l'objet de nombreuses discriminations.

#### Minorités magyares dans les pays voisins
Il existe d'importantes minorités magyares dans les pays voisins de la Hongrie et ce du fait que certains territoires étaient anciennement hongrois. Cette population représentait environ 3 millions de personnes en 1996 et parmi celles-ci se trouvaient : 12 % de la population de Slovaquie, 7 % de la population roumaine, 450 000 personnes en Voïvodine (Serbie) et 200 000 personnes en Ukraine.
Le premier accord bilatéral sur ce sujet a été signé avec l'Ukraine le 6 décembre 1991. Elle renonce, par cet accord, a toute revendication territoriale en Ukraine. Un accord bilatéral a été conclu entre la Slovaquie le 16 mars 1995. Celui avec la Roumanie a été conclu le 16 septembre 1996.

### Surveillance frontalière
La Hongrie, en vue de l'adhésion et des obligations qui découleront de sa participation à la convention de Schengen, a dû revoir sa politique de surveillance des frontières. Le pays était en effet entourée de quatre pays hors-Union (trois depuis puisque la Roumanie est entrée dans l'Union en 2007) qui sont à l'origine d'importants flux d'immigration tant régulière que clandestine.
De plus, la Hongrie était alors une importante plaque tournante du trafic d'êtres humains (prostitution ou pornographie essentiellement). La Commission souligne aussi l'insuffisance des contrôles aux frontières en matière de piratage et de contrefaçon.
La Hongrie doit mettre suffisamment en œuvre une gestion rigoureuse de ses frontières afin de garantir son adhésion.

## Sondage d'opinion

### Position de l'élite
| Date | Institut de sondage                               | Image positive de l'Union | Image négative de l'Union | Neutre |
| ---- | ------------------------------------------------- | ------------------------- | ------------------------- | ------ |
| 1996 | Eurobaromètre de l'Europe centrale et orientale 7 | 86 %                      | 3 %                       | 7 %    |
| 1997 | Eurobaromètre de l'Europe centrale et orientale 8 | 86 %                      | 9 %                       | 1 %    |

L'ensemble des formations politiques hongroises sont favorables à l'adhésion à l'Union, seuls les partis d'extrême droite, c'est-à-dire le MOEP et parti de la justice et la vie hongroise, appelaient les électeurs à voter « non » au référendum. Les différents mouvements d'opposition à l'intégration – Mouvement hongrois pour la protection du territoire, le Mouvement pour une Hongrie libre et enfin le Mouvement pour une meilleure Hongrie – comparaient l'adhésion à une « colonisation » de l'Europe des Quinze sur les PECO et le leader du Front national hongrois, Ernö Rozgonyi, a de son côté affirmé que l'adhésion transformerait les Hongrois en « esclaves » de l'Europe des Quinze. À l'inverse, ces opposants à l'adhésion à l'Union se sont déclarés favorables à la formation, entre les PECO, d'une zone de libre-échange fondé sur le modèle de l'Empire austro-hongrois.

### Position de la population
Parmi les sondages ayant relevé la position de l'opinion quant à l'adhésion se trouve l'eurobaromètre d'Europe centrale et orientale qui a été organisé de 1990 à 1998.
| Date | Institut de sondage                               | Positive | Négative | Neutre | Ne sachant répondre |
| ---- | ------------------------------------------------- | -------- | -------- | ------ | ------------------- |
| 1990 | Eurobaromètre de l'Europe centrale et orientale 1 | 51 %     | 2 %      | 27 %   | 20 %                |
| 1991 | Eurobaromètre de l'Europe centrale et orientale 2 | 42 %     | 4 %      | 28 %   | 26 %                |
| 1992 | Eurobaromètre de l'Europe centrale et orientale 3 | 34 %     | 6 %      | 34 %   | 26 %                |
| 1993 | Eurobaromètre de l'Europe centrale et orientale 4 | 36 %     | 8 %      | 32 %   | 24 %                |
| 1994 | Eurobaromètre de l'Europe centrale et orientale 5 | 32 %     | 8 %      | 28 %   | 32 %                |
| 1995 | Eurobaromètre de l'Europe centrale et orientale 6 | 30 %     | 9 %      | 28 %   | 33 %                |
| 1996 | Eurobaromètre de l'Europe centrale et orientale 7 | 33 %     | 11 %     | 32 %   | 24 %                |
| 1997 | Eurobaromètre de l'Europe centrale et orientale 8 | 42 %     | 7 %      | 30 %   | 21 %                |

Le nombre important d'indécis et de neutre ne s'explique pas obligatoirement par un manque d'information. L'approche des élections législatives ou le désintérêt de la population est aussi à prendre en compte. Ainsi, on rencontre l'hypothèse de personnes informées, mais qui n'ont pas encore formulé d'opinion propre.